# Los Premios MTV Latinoamérica 2009
Die Los Premios MTV Latinoamérica 2009 waren die 8. Verleihung und letzte Verleihung des ursprünglich unter dem Namen MTV Video Music Awards Latinoamérica eingeführten Awards. Die Hauptveranstaltung fand am 15. Oktober 2009 an vier verschiedenen Orten statt: dem Espacio Darwin in Buenos Aires, Argentinien, dem Hipódromo de las Américas in Mexiko-Stadt, Mexiko, der Corferias in Bogotá, Kolumbien und im Gibson Amphitheatre in Universal City, Vereinigte Staaten. Die Hauptveranstaltung fand in Los Angeles statt, während die weiteren Veranstaltungsorte früher aufgezeichnet wurden. Dort wurden die jeweils regionalen Awards verliehen und es fanden gesonderte Liveauftritte statt.
René Pérez Joglar, auch bekannt als Residente von Calle 13 sowie die Popsängerin Nelly Furtado  waren die Moderatoren der Veranstaltung.

## Gewinner und Nominierte
Die Nominierungen wurden am 2. September 2009 verkündet. Die Gewinner sind fett markiert.

### Artist of the Year
Wisin & Yandel
- Kudai
- Paulina Rubio
- Ximena Sariñana
- Zoé

### Video of the Year
Wisin & Yandel – Abusadora
- Calle 13 – Electro Movimiento
- Nelly Furtado – Manos al Aire
- Paulina Rubio – Causa y Efecto
- Shakira – Loba

### Song of the Year
Lady Gaga – Poker Face
- Kings of Leon – Use Somebody
- Nelly Furtado – Manos al Aire
- Shakira – Loba
- Wisin & Yandel – Abusadora

### Best Solo Artist
Paulina Rubio
- Andrés Calamaro
- Beto Cuevas
- Daddy Yankee
- Ximena Sariñana

### Best Group or Duet
Panda
- Calle 13
- Jesse & Joy
- Wisin & Yandel
- Zoé

### Best Pop Artist
Reik
- Fanny Lu
- Jesse & Joy
- Miranda!
- Paulina Rubio

### Best Rock Artist
Zoé
- Andrés Calamaro
- Los Fabulosos Cadillacs
- Moderatto
- Motel

### Best Alternative Artist
Panda
- Austin TV
- División Minúscula
- Kinky
- Plastilina Mosh

### Best Urban Artist
Calle 13
- Cartel de Santa
- Daddy Yankee
- Dante
- Wisin & Yandel

### Best Pop Artist – International
Jonas Brothers
- Britney Spears
- Lady Gaga
- Miley Cyrus
- Taylor Swift

### Best Rock Artist – International
Green Day
- Coldplay
- Fall Out Boy
- Linkin Park
- Metallica

### Best New Artist – International
Lady Gaga
- Ashley Tisdale
- McFly
- Taylor Swift
- The Veronicas

### Best Artist – North
Panda
- Jesse & Joy
- Paulina Rubio
- Ximena Sariñana
- Zoé

### Best New Artist – North
Paty Cantú
- Hello Seahorse!
- Jotdog
- Sandoval
- Tush

### Best Artist – Central
Don Tetto
- Aterciopelados
- Doctor Krápula
- Fanny Lu
- Kudai

### Best New Artist – Central
Ádammo
- Bomba Estéreo
- El Sie7e
- Nicole Natalino
- Zaturno

### Best Artist – South
Miranda!
- Andrés Calamaro
- Babasónicos
- Infierno 18
- Los Fabulosos Cadillacs

### Best New Artist – South
Loli Molina
- Banda de Turistas
- F-A
- Onda Vaga
- Walter Domínguez

### Best MTV Tr3́s Artist
Aventura
- Calle 13
- Pitbull
- Tito El Bambino
- Wisin & Yandel

### Best New MTV Tr3́s Artist
Da' Zoo
- Franco El Gorila
- Jazmín López
- Marcy Place
- Pee Wee

### Breakthrough Artist
Sonohra
- Ádammo
- Fanny Lu
- Massacre
- Paty Cantú

### La ZonaAward
Hello Seahorse!
- Ádammo
- Alika & Nueva Alianza
- Cienfue
- Los Daniels
- Robot Zonda

### Fashionista Award – Female
Hayley Williams (Paramore)
- Fanny Lu
- Katy Perry
- Miley Cyrus
- Shakira

### Fashionista Award – Male
Nick Jonas (Jonas Brothers)
- Diego Fainello (Sonohra)
- Gabe Saporta (Cobra Starship)
- José Pepe Madero (Panda)
- Pete Wentz (Fall Out Boy)

### Best Fan Club
Britney Spears (Präsident: Erik Magdaleno)
- Jonas Brothers (Präsident: Christina Méndez)
- Metallica (Präsident: Jorge Armando Fernández)
- Shakira (Präsident: Dario Castillo)
- Taylor Swift (Präsident: Sue Ann Carol Castro Cipriano)

### Best Video Game Soundtrack
Rock Band – Green Day Pack
- FIFA 09
- Guitar Hero: Metallica
- Guitar Hero World Tour
- Shaun White Snowboarding

### Best Ringtone
Katy Perry – Hot n Cold
- Britney Spears – Womanizer
- Lady Gaga – Poker Face
- Metro Station – Shake It
- Wisin & Yandel – Abusadora

### Best Movie
Twilight – Biss zum Morgengrauen
- Transformers – Die Rache

### Best Live Performance atLos Premios 2009
Cobra Starship and Paulina Rubio – Good Girls Go Bad/Ni Rosas Ni Juguetes
- Alejandro Sanz – Looking for Paradise
- Ashley Tisdale – It's Alright, It's OK
- David Guetta and Kelly Rowland – When Love Takes Over
- Fall Out Boy – I Don't Care
- Jesse & Joy – Adiós
- Nelly Furtado – Manos al Aire
- Panda – Sólo a Terceros
- Placebo – Ashtray Heart
- Shakira – Loba
- The Veronicas – Untouched
- Wisin & Yandel and 50 Cent – Mujeres in the Club

### Agent of Change
- Shakira

### MTV Legend Award
- Café Tacuba

## Liveauftritte

### Buenos Aires
- Miranda! – Es Imposible!, Hola, Perfecta, Yo Te Diré, Lo Que Siento por Tí, Mentía, Enamorada, El Profe and Don (featuring Pablo Lescano)
- Zuker – DJ

### Mexico City
- Jesse & Joy – Adiós, Si te Vas, Volveré, Chocolate, Electricidad, Ya no Quiero and Espacio Sideral
- Panda – Sólo a Terceros, Cita en el Quirófano, Los Malaventurados No Lloran und Narcisista por Excelencia
- Placebo – Ashtray Heart, For What It's Worth, Battle for the Sun, Special Needs, Special K and Every You, Every Me
- Sussie 4 – DJ

### Bogotá
- Alejandro Sanz – Looking for Paradise and Corazón Partío
- Fanny Lu and Doctor Krápula – Tú No Eres para Mi
- Shakira – Loba
- The Veronicas – Untouched, Everything I'm Not, Take Me on the Floor and 4Ever
- Diva Gash – DJ

### Los Angeles
- Nelly Furtado – Manos Al Aire
- Cobra Starship and Paulina Rubio – Good Girls Go Bad/Ni Rosas Ni Juguetes
- Ashley Tisdale – It's Alright, It's OK
- Wisin & Yandel and 50 Cent – Mujeres in the Club/Abusadora
- David Guetta and Kelly Rowland – When Love Takes Over
- Fall Out Boy – I Don't Care

## Präsentatoren

### Buenos Aires
- Fabio Posca und Brenda Asnicar – präsentierten Best New Artist – South
- Mike Amigorena und Déborah de Corral – präsentierten Best Artist – South

### Mexico City
- Motel und Ana Brenda Contreras – kündigten Jesse & Joy an
- Leonardo de Lozanne und Eiza González – präsentierten Best New Artist – North
- Moderatto and Paola Espinosa – kündigten Panda an
- Aleks Syntek und Paty Garza – präsentierten Best Artist – North
- Belanova – kündigte Placebo an

### Bogotá
- Juanes – kündigte Alejandro Sanz an
- Carlos Vives – präsentierte Agent of Change
- Fonseca – kündigte Shakira an
- Taliana Vargas und Johanna Carreño – präsentierte Best Artist – Central
- María Gabriela de Faría und Reinaldo Zavarce – kündigte The Veronicas an
- Connie Camelo und CAMO – präsentierten Best New Artist – Central
- Kudai – kündigte Doctor Krápula und Fanny Lu an

### Los Angeles
- Audrina Patridge und Wilmer Valderrama – präsentierte Best Solo Artist
- Kelly Osbourne und Drake Bell – kündigte Cobra Starship
- Snoop Dogg und Anahí – präsentierte Video of the Year
- Backstreet Boys und Jery Sandoval – präsentierte Best Pop Artist
- Dave Navarro und Tommy Lee – präsentierte Best Rock Artist
- Alessandra Ambrosio und Alfonso Herrera – kündigte Ashley Tisdale an
- Miranda Cosgrove und PeeWee – kündigten Wisin & Yandel and 50 Cent an
- Selena Gomez und Reik – präsentierte Best Duo or Group
- Ximena Sariñana und Zoé – kündigten Morrissey an
- Morrissey – präsentierte Legend Award
- Sofia Vergara und 50 Cent – präsentierte Artist of the Year
- Amandititita – kündigte Fall Out Boy an